# Thomas Marshall (Politiker)
Thomas Alexander Marshall (* 4. November 1817 in Kentucky; † 11. November 1873 in Charleston, Illinois) war ein US-amerikanischer Politiker. Im Jahr 1861 war er für kurze Zeit Vizegouverneur des Bundesstaates Illinois.

## Werdegang
Thomas Marshall absolvierte das Kenyon College in Ohio. Nach einem anschließenden Jurastudium am Transylvania College in Lexington und seiner Zulassung als Rechtsanwalt begann er in diesem Beruf zu arbeiten. Später  kam er nach Illinois, wo er in Charleston lebte. Er war auch als Bankier tätig und hatte eine eigene Firma mit dem Namen T. A. Marshall Co. Seine Parteizugehörigkeit wird in den Quellen unterschiedlich angegeben. Teilweise wird er als Demokrat geführt, teilweise als Republikaner. Demnach war er im Jahr 1860 auch Delegierter zur Republican National Convention, auf der Abraham Lincoln als Präsidentschaftskandidat nominiert wurde.
Im Jahr 1847 nahm Marshall als Delegierter an einem Verfassungskonvent des Staates Illinois teil. Ende der 1850er Jahre war er Mitglied und Vorsitzender des Senats von Illinois. In dieser Eigenschaft rückte er in das Amt des Vizegouverneurs auf, als der bisherige Amtsinhaber John Wood den im März 1860 verstorbenen Gouverneur William Henry Bissell ersetzte. Unklar bleibt die genaue Amtszeit Marshalls als kommissarischer Vizegouverneur. Die offiziellen Listen geben ihm nur eine Woche zwischen dem 7. und 14. Januar 1861. Andere Informationen sagen, dass er dieses Amt während der gesamten Amtszeit von Gouverneur John Wood ausübte; das war zwischen dem 18. März 1860 und dem 14. Januar 1861. Während des Bürgerkrieges war er Oberst im Heer der Union.
Nach dem Ende seiner Zeit als Vizegouverneur ist Thomas Marshall politisch nicht mehr in Erscheinung getreten. Er starb am 11. November 1873 in Charleston, wo er auch beigesetzt wurde.